# 島根県道304号三隅井野長浜線
島根県道304号三隅井野長浜線（しまねけんどう304ごう みすみいのながはません）は、島根県浜田市を通る一般県道である。

## 概要
浜田市三隅町三隅から浜田市熱田町に至る。
本路線は名称にある長浜、すなわち浜田市長浜町に達していないが、かつて浜田市熱田町と浜田市長浜町は那賀郡長浜村だったことがあり、その事実が路線名称に反映されたものと考えられる。

### 路線データ
- 起点：浜田市三隅町三隅（島根県道48号三隅美都線交点）
- 終点：浜田市熱田町（新福井交差点、国道9号交点、島根県道34号浜田美都線起点）

## 歴史
- 1958年（昭和33年）6月13日 - 島根県告示第525号により認定される。
- 1972年（昭和47年）頃 - 現行の県道番号に変更される。
- 2005年（平成17年）10月1日 - 浜田市と那賀郡の全町村が対等合併して改めて浜田市が設置されたことにより全区間が浜田市域を通る路線になり、併せて起点の地名が変更される（那賀郡三隅町三隅→浜田市三隅町三隅）。

## 路線状況

### 重複区間
- 島根県道303号一の瀬折居線（浜田市三隅町井野 - 浜田市井野町）
- 島根県道34号浜田美都線（浜田市内田町 - 浜田市熱田町（終点））

### 道路施設

#### 橋梁
- 第二牛谷橋（周布川、浜田市）

## 地理

### 通過する自治体
- 島根県
  - 浜田市

### 交差する道路
| 交差する道路                                                             | 交差する場所             | 交差する場所        |
| ------------------------------------------------------------------------ | ------------------------ | ------------------- |
| 島根県道48号三隅美都線                                                   | 三隅町三隅               | 起点                |
| 島根県道303号一の瀬折居線 重複区間起点                                   | 三隅町井野               |                     |
| 島根県道303号一の瀬折居線 重複区間終点                                   | 井野町                   |                     |
| 島根県道305号美川周布線                                                  | 内村町（ないむらちょう） |                     |
| 島根県道34号浜田美都線 重複区間起点                                      | 内田町                   |                     |
| E9 山陰自動車道 / 国道9号 / 浜田・三隅道路                               | 内田町                   | [ 注釈 1 ]          |
| E9 山陰自動車道 / 国道9号 / 浜田・三隅道路 島根県道339号浜田港インター線 | 熱田町                   | 浜田港IC            |
| 国道9号 島根県道34号浜田美都線 重複区間終点                              | 熱田町                   | 新福井交差点 / 終点 |

### 沿線
- 浜田市役所 三隅支所
- 三隅公園
- 三隅神社
- 井野郵便局
- 浜田市役所 美川連絡係
- 浜田カントリークラブ
- 中国自然歩道
- 浜田市立美川小学校
- 浜田市立第四中学校
- 島根県立浜田商業高等学校
- 浜田内田郵便局